# سیارک ۱۷۴۱۲
سیارک ۱۷۴۱۲ (به انگلیسی: 17412 Kroll، نامگذاری:1988KV) هفده هزار و چهارصد و دوازدهمین سیارک کشف شده‌است که در ۲۴ مه ۱۹۸۸ کشف شد.
قدر مطلق سیارک برابر ۱۴٫۳۰ است.